# شرکت دولتی
شرکت دولتی، بنگاه اقتصادی و شخصیت حقوقی ایجاد شده توسط دولت می‌باشد که با هدف انجام فعالیت‌های تجاری راه‌اندازی شده است. این شرکت یا سازمان می‌تواند به‌طور کامل یا جزئی در مالکیت دولت یا حکومت بوده و نوعاً برای مشارکت در فعالیت‌های تجاری معینی اختصاص داده می‌شود. شرکت‌های دولتی جدا از آن دسته سازمانها و موسسات دولتی هستند که منحصراً به فعالیت‌های غیر اقتصادی می‌پردازند.

## شرکت دولتی در ایران
طبق ماده ۴ قانون محاسبات عمومی شرکت دولتی واحد سازمانی مشخصی است که با اجازه قانون به صورت شرکت ایجاد شود یا به حکم قانون یا دادگاه صالح ملی شده یا مصادره شده و به عنوان شرکت دولتی شناخته شده باشد و بیش از ۵۰ درصد سرمایه آن متعلق به دولت باشد. هر شرکت تجاری که از طریق سرمایه‌گذاری سازمانهای دولتی ایجاد شود، مادام که بیش از ۵۰ درصد سهام آن متعلق به شرکت‌های دولتی است، شرکت دولتی تلقی می‌شود.
بر اساس ماده ۷ قانون اساسنامه سازمان حسابرسی، انجام وظایف بازرس قانونی و امور حسابرسی شرکتهای دولتی و مؤسسات و سازمانهای انتقاعی دولتی بر عهده سازمان حسابرسی می‌باشد.

## کاربری اقتصادی
- انحصار طبیعی
- صنایع نوپا[۶]
- شرکتی سازی دولت[۷]